# تريفور سانت جون
تريفور سانت جون (بالإنجليزية: Trevor St. John)‏ هو ممثل أمريكي، ولد في 3 سبتمبر 1971 في الولايات المتحدة.

## أعمال

### أفلام
- (1999) باي باك[2][3]
- (2007) المملكة[4]
- (2007) إنذار بورن[5]
- (2013) دارك سكايز
- (2013) طرزان[6]

### مسلسلات
- موردر
- ذا منتاليست

## وصلات خارجية
- تريفور سانت جون على موقع IMDb (الإنجليزية)
- تريفور سانت جون على موقع ألو سيني (الفرنسية)
- تريفور سانت جون على موقع قاعدة بيانات الأفلام السويدية (السويدية)
- تريفور سانت جون على موقع قاعدة بيانات الفيلم (الإنجليزية)
- تريفور سانت جون على موقع كينوبويسك (الروسية)